# Xã Clara, Quận Potter, Pennsylvania
Xã Clara (tiếng Anh: Clara Township) là một xã thuộc quận Potter, tiểu bang Pennsylvania, Hoa Kỳ. Năm 2010, dân số của xã này là 199 người.